# メンザレ号の救助

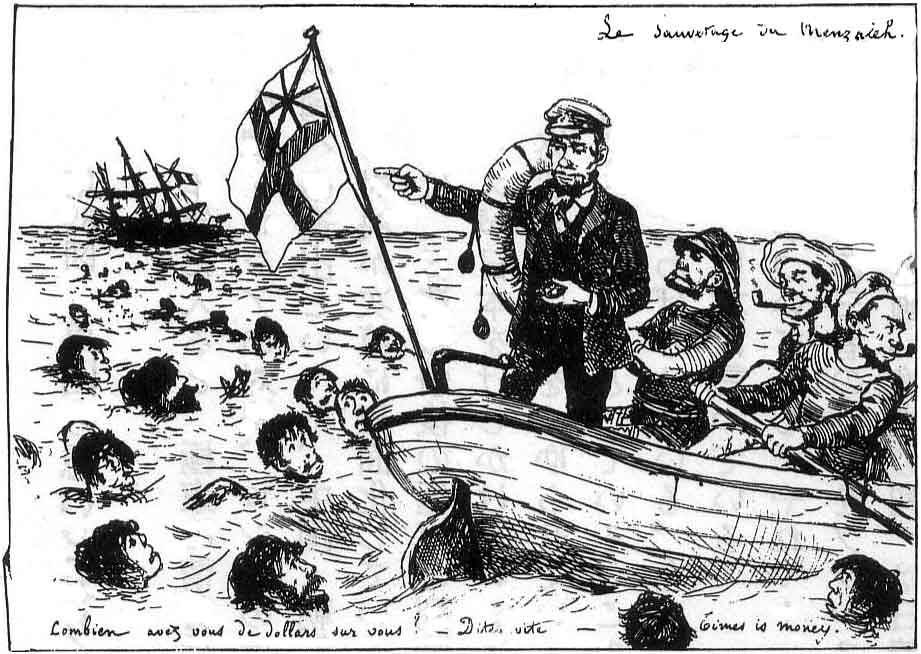

メンザレ号の救助（メンザレごうのきゅうじょ）は、ジョルジュ・ビゴーの風刺画。

## 概要
1887年7月1日に制作され、雑誌『TÔBAÉ』トバエ 10号に掲載された。
ジョルジュ・ビゴーはフランス人で、メンザレ号はノルマントン号が沈没した翌年に上海で遭難したフランスの船である。
ジョルジュ・ビゴーがこの作品を描いた理由は、イギリスのノルマントン号事件への対応が悪く、日本人の不平等条約の改正への意識を高めてしまったことを不満に思っていたからであった。ジョルジュ・ビゴーは自国であるフランスが持っている権益は簡単には日本に返さない方が良いとしている立場であった。このためメンザレ号遭難事件のニュースを知ると、フランスはイギリスがノルマントン号事件から不平等条約の改正になったようにはならないことを望んで、前年に起きたノルマントン号事件への皮肉の風刺画を描いていたのであった。
この作品では遭難したフランスの船に船長がイギリスの国旗をさして、イギリス人を批判しているという内容である。この船長は海で遭難している人々に金を持っている者のみを助けるような発言をしている。ジョルジュ・ビゴーは、フランスはこのようなイギリスの船長のような対応をしないことを望んで描いていた。